# Српска православна црква Светог Георгија у Попинцима
Српска православна црква Светог Георгија у Попинцима је подигнута у другој половини 18. века, представља споменик културе од великог значаја.

## Изглед
Црква је изграђена као барокна грађевина издуженог брода са полукружном олтарском апсидом на истоку и звоником призиданим са западне стране. Фасаде су рашчлањене плитким пиластрима са једноставно профилисаним капителима изнад којих тече профилисани поткровни венац. Звоник, рушен у току Другог светског рата, скраћен је у послератној обнови и украшен, као и фасаде брода, кордонским венцима у удвојеним пиластрима. Портали су изведени на западном и јужном зиду храма. Осам лучно завршених правоугаоних прозора уоквирени су једноставном пластичном профилацијом.
У другој половини 18. века израђена је барокно-рокајна резбарија за попиначки храм. Није познат аутор резбарије. Мање познати сликар Николај Петровић сликао је 1783. године иконе за иконостас. Истраживачи његовог дела открили су сличности са сликарством Димитрија Бачевића, представника украјинског барока у српској уметности. На соклу је представљено пет апостола. У првој зони су престоне иконе св. Николе и Богородице са Христом; на царским дверима су у медаљонима насликане Благовести и пророци Давид и Соломон; на надверјима насликани су: св. Георгије, Недремано око и св. Димитрије. Изнад низа престоних икона су зоне апостола и пророка, а на врху иконе из композиције Распећа и циклус Страдања Христовог.
Храм је обнављан после рата.